# Solar 2
Pour les articles homonymes, voir Solar.
Solar 2 est un jeu vidéo d'action développé et édité par Jay "Murudai" Watts, sorti en 2011 sur Windows, Mac, Linux, iOS et Android.
Il fait suite à Solar.

## Système de jeu
Le joueur contrôle un astéroïde et doit augmenter sa masse en devenant successivement d'autres objets célestes, jusqu'au Big Crunch.

## Accueil
- GamePro : 80 %[1]
- IGN : 8/10[2]
- PC Gamer UK : 82 %[3]